# Crotalaria vestita
Crotalaria vestita är en ärtväxtart som beskrevs av John Gilbert Baker. Crotalaria vestita ingår i släktet sunnhampor, och familjen ärtväxter. Inga underarter finns listade i Catalogue of Life.